# Sander Pierron

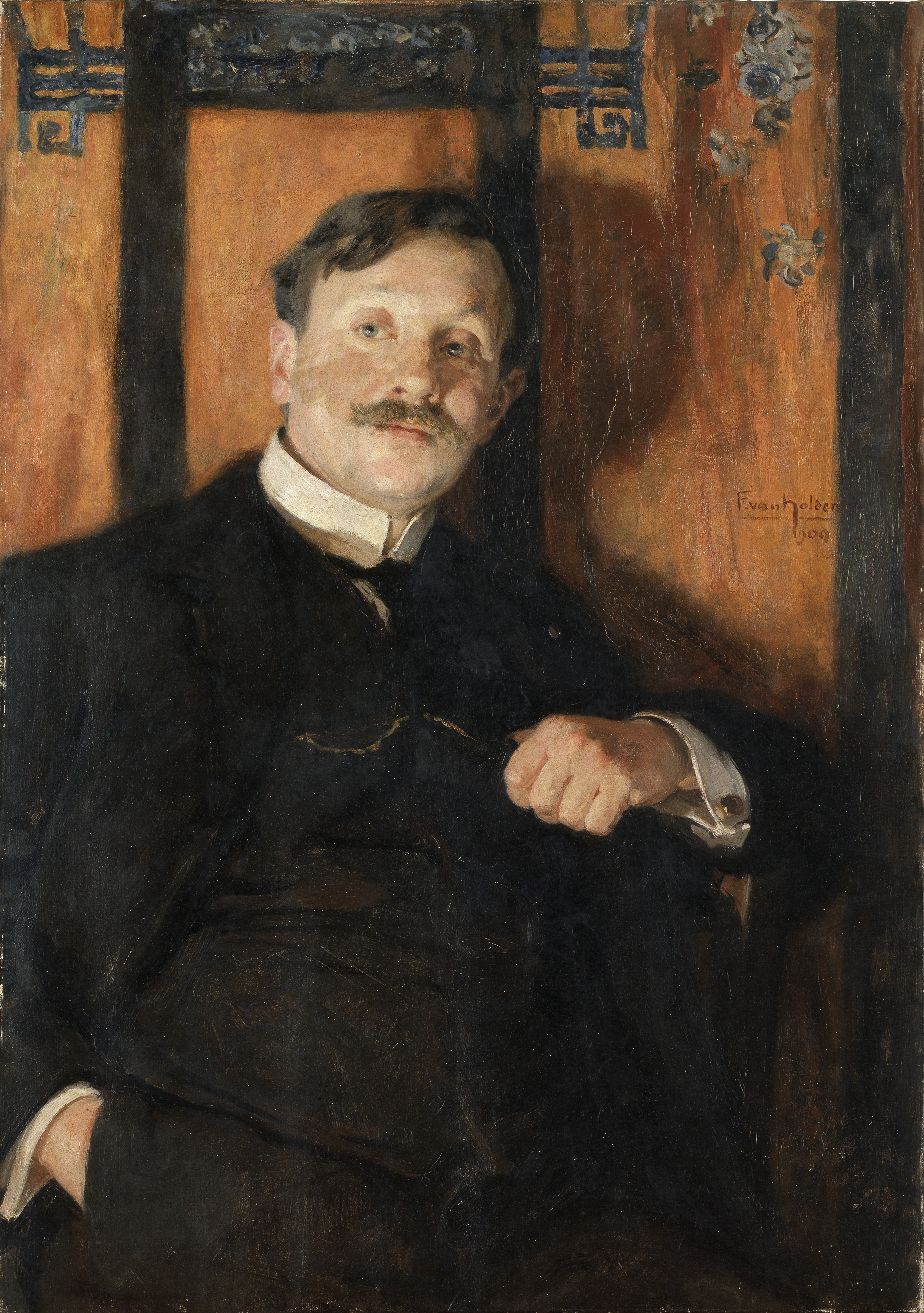
Frans Van Holder: Porträt des Kunstkritikers Sander Pierron, 1909. Königliches Museum der Schönen Künste Gent

Alexandre „Sander“ Pierron (* 6. Juli 1872 in Molenbeek-Saint-Jean; † 8. September 1945 in Ixelles/Brüssel) war ein belgischer Schriftsteller, Journalist und Kunstkritiker.

## Leben
Sander Pierron stammte aus einer Künstler- und Handwerkerfamilie. Sein Vater Evariste war ein Frühsozialist und an der Entstehung des Sozialismus in Belgien beteiligt. Trotz einer glänzenden Grundschulzeit musste Sander seine Ausbildung abbrechen und als Schriftsetzer in einer unbedeutenden Druckerei arbeiten.
Eine Begegnung mit dem Schriftsteller Georges Eekhoud (1854–1927) veränderte sein Leben. Dieser flämische, französischsprachige, linksgerichtete Romancier aus dem liberalen Antwerpener Milieu bekämpfte die soziale Ungerechtigkeit und arbeitete mit Fernand Brouez an der Zeitschrift La Société Nouvelle, die zur sozialen Revolution aufrief. Der kaum 19-jährige Sander betrat mit Eekhoud eine neue Welt. Eekhoud lehrte ihn Shakespeare und Goethe, Englisch und Deutsch. Sie besuchten Ausstellungen und Aufführungen. Eekhoud nahm ihn als Sekretär auf und brachte ihn als Journalist zur belgischen Zeitung L'Indépendance. Die enge Vertrautheit zwischen Sander Pierron und seinem Mentor zeigt sich in den 250 Briefen, die sie austauschten, und in dem Tagebuch, das der Romanautor führte: Mon bien aimé petit Sander. Das Buch zeigt eine diskrete Liebesbeziehung zwischen den beiden Männern, die von ihren jeweiligen Ehefrauen erlaubt wurde.
Sander Pierron wurde auch Sekretär der Künstlergruppe Le Labeur. Durch den Kontakt mit Eekhoud sowie mit vielen anderen belgischen Schriftstellern und Kunstkritikern wie Émile Verhaeren, Le Roy, Camille Lemonnier und Eugène Demolder erlangte er einen soliden Ruf als Kunstkritiker. 1903 ließ er sich in der Rue de l'Aqueduc 157 in Ixelles nieder, in einem Haus, das er von seinem Freund Victor Horta bauen ließ. Während der Bauarbeiten schrieb er ein Werk über Hortas vorherige Realisierung, Les Magasins Waucquez, Rue des Sables in Brüssel.
Sander Pierron war ein Liebhaber des Forêt de Soignes und schrieb eine poetische Geschichte über ihn. Eine spätere Ausgabe enthielt eigene Illustrationen und war mit drei Bänden noch umfangreicher. 1928 verlieh ihm die Académie française den Prix de la langue française.

## Veröffentlichungen (Auswahl)
Siebzehn Bücher, die Malern oder Bildhauern gewidmet sind, machen den größten Teil seiner Bibliografie aus.
- Pages de Charité, (1894), (nouvelles)
- Berthille d'Haegeleere, (1896), (roman),
- Jours d'oubli, Impressions de voyage, (1898)
- Les Délices du Brabant, (1900), (roman),
- Le Tribun, (Roman)
- Les Dessinateurs belges d'ex-libris, (1906)
- L'Année artistique 1906, les Beaux-Arts en Belgique,
- Peinture néerlandaise à l'Exposition de la Toison d'or (hors commerce),
- Henri Boncquet, Vie et œuvre du statuaire

- Histoire illustrée de la Forêt de Soignes en trois tomes étalés de 1935 à 1938 avec dessins de l'auteur.
  - Band I: La Géographie, L'Histoire, La Juridiction
  - Band II: La Flore, La Faune, Les Maisons seigneuriales
  - Band III: Les Etablissements religieux, Les Chantres

- La bataille lorraine ou La montagne de la Croix, Paris, Albert, 1938 (hierfür erhielt er den Prix Lafontaine)